# Nasvidenje na plaži
Nasvidenje na plaži je kompilacijski album mariborske novovalovske skupine Lačni Franz, izdan pri založbi Helidon leta 1995 v obliki CD-ja. V nasprotju s prejšnjima kompilacijama je na tem albumu več poudarka na zgodnjih pesmih skupine.

## Seznam pesmi
| Št. | Naslov                        | Pisec                     | Izvirna izdaja                                                            | Dolžina |
| --- | ----------------------------- | ------------------------- | ------------------------------------------------------------------------- | ------- |
| 1.  | „Ikebana‟                     | Zoran Predin              | Ikebana (1981)                                                            | 2:47    |
| 2.  | „PH4‟                         | Predin                    | Ikebana (1981)                                                            | 2:24    |
| 3.  | „Žarnica za boljši jutri‟     | Predin                    | Ikebana (1981) (kot "Žarnica")                                            | 3:15    |
| 4.  | „Nekaj lepljivega‟            | Predin, Oto Rimele        | Ikebana (1981)                                                            | 2:54    |
| 5.  | „Šankrok‟                     | Predin                    | Ikebana (1981)                                                            | 3:09    |
| 6.  | „Miss Evrope‟                 | Predin                    | Adijo pamet (1982)                                                        | 2:06    |
| 7.  | „Gledam samo tvoj obraz‟      | Predin, Zoran Stjepanovič | Adijo pamet (1982)                                                        | 2:06    |
| 8.  | „Za shizofrenike‟             | Bojan Sedmak, Predin      | Adijo pamet (1982)                                                        | 3:29    |
| 9.  | „Kamikaze‟                    | Predin                    | Ne mi dihat za ovratnik (1983)                                            | 3:14    |
| 10. | „Cigani v prahu‟              | Predin                    | Slon med porcelanom (1984)                                                | 4:40    |
| 11. | „Slon med porcelanom‟         | Predin, Stjepanovič       | Slon med porcelanom (1984)                                                | 3:23    |
| 12. | „Dan zmage‟                   | Predin, Rimele            | Slon med porcelanom (1984) (kot "Dan zmage ali rojstvo boljšega človeka") | 3:58    |
| 13. | „Franja‟                      | Predin, Stjepanovič       | Tiha voda (1989)                                                          | 4:00    |
| 14. | „Vesela jajca pa debeli hren‟ | Predin                    | Sirene tulijo (1987)                                                      | 3:48    |
| 15. | „Jaz bom do smrti živel‟      | Predin, Stjepanovič       | Sirene tulijo (1987)                                                      | 4:17    |
| 16. | „Pridi, greva domov‟          | Predin, Milan Prislan     | Sirene tulijo (1987)                                                      | 3:39    |
| 17. | „Nasvidenje na plaži‟         | Predin, Rimele            | Na svoji strani (1986)                                                    | 6:12    |

## Zasedba
| Lačni Franz - Zoran Predin — vokal - Mirko Kosi — klaviature - Oto Rimele — električna kitara (1–12, 17) - Milan Prislan — električna kitara (13–16) - Damjan Likavec — bobni (1–8) - Andrej Pintarič — bobni (9–17) - Zoran Stjepanovič — bas kitara | Ostali - Andreja Trbuha — ilustracija - Zvone Kukec — oblikovanje |